# 2e cérémonie des North Texas Film Critics Association Awards
La 2e cérémonie des North Texas Film Critics Association Awards (NTFCA Awards), a eu lieu le 21 janvier 2007, et a récompensé les films réalisés l'année précédente.

## Palmarès

### Meilleur film
- Little Miss Sunshine

### Meilleur réalisateur
- Martin Scorsese – Les Infiltrés (The Departed)

### Meilleur acteur
- Forest Whitaker pour le rôle d'Idi Amin Dada dans Le Dernier Roi d'Écosse (The Last King of Scotland)

### Meilleure actrice
- Meryl Streep pour le rôle de Miranda Priestly dans Le Diable s'habille en Prada (The Devil Wears Prada)

### Meilleur acteur dans un second rôle
- Jack Nicholson pour le rôle de Francis « Frank » Costello dans Les Infiltrés (The Departed)

### Meilleure actrice dans un second rôle
- Jennifer Hudson pour le rôle d'Effie White dans Dreamgirls

### Meilleure photographie
- Apocalypto – Dean Semler

### Meilleur film d'animation
- Cars – John Lasseter et Joe Ranft

### Meilleur film documentaire
- Une vérité qui dérange (An Inconvenient Truth) – Davis Guggenheim

### Meilleur film en langue étrangère
- Lettres d'Iwo Jima (Letters from Iwo Jima) (硫黄島からの手紙 - Iô-Jima kara no tegami) •  États-Unis  Japon

### Special Award for Worst Film
- Ultraviolet – Kurt Wimmer